# Fisher Island
Fisher Island ist eine Insel im Atlantischen Ozean am Übergang zur Biscayne Bay sowie ein census-designated place (CDP) im Miami-Dade County im US-Bundesstaat Florida. Das U.S. Census Bureau hat bei der Volkszählung 2020 eine Einwohnerzahl von 561 ermittelt.  
Bekannt wurde die Insel vor allem als luxuriöser und streng abgeschirmter Wohnsitz vieler Reicher und Prominenter. Das Pro-Kopf-Einkommen der Bewohner ist das höchste der gesamten USA.

## Größe und Lage
Die Insel liegt nahe Miami und Miami Beach, ist etwa 0,94 km² groß und hat rund 4,2 km Küstenlinie. Die Nordostküste der Insel ist nur durch eine etwa 300 m breite künstliche Wasserstraße (Government Cut) von der Südspitze der Halbinsel Miami Beach getrennt. Die Südwestküste der Insel ist durch die etwa 400 Meter breite Wasserstraße Norris Cut von der Insel Virginia Key getrennt. Die Nordwestspitze der Insel ist etwa 3,7 km vom Festland (Miami) entfernt.

## Bebauung
In der Mitte der Insel liegt ein 9-Loch Golfplatz. Am Südende des Klubs befinden sich 17 Tennisplätze und das Klubhaus. Westlich des Golfplatzes schließt sich ein Yachthafen an, der fast 300 Meter ins Inselinnere hineinragt. Er bietet Platz für etwa 70 Boote. Ein weiterer Yachthafen mit rund 20 Liegeplätzen befindet sich an der Südspitze der Insel.
Fast die gesamte Südwestküste sowie die Südostküste sind mit luxuriösen Appartement-Häusern bebaut. Die günstigsten Wohnungen kosten knapp eine Million Dollar. Auch an der West- und Nordseite des großen Yachthafens finden sich solche Häuser. Strände gibt es nur an der Südostküste – der Sand dafür stammt von den Bahamas und wird regelmäßig ausgetauscht.

## Geschichte
Die heutige Insel Fisher Island war ursprünglich die Südspitze der Halbinsel Miami Beach. Im Jahre 1905 wurde jedoch ein etwa 300 Meter breiter Schifffahrtskanal gebaut (Government Cut), um den Ozeanriesen die Einfahrt in Miamis neuen Hafen zu ermöglichen. Die Südspitze von Miami Beach wurde dadurch abgetrennt und zur eigenständigen Insel.
Der Immobilienkönig und Automobilpionier Carl Graham Fisher kaufte die neuentstandene Insel im Jahre 1919 von Dana Albert Dorsey (dem afro-amerikanischen Millionär in Südflorida), um hier sein Mausoleum errichten zu lassen. Doch bereits 1925 ging die Insel in andere Hände über: William Kissam Vanderbilt II (Urenkel des Eisenbahnmoguls Cornelius Vanderbilt) hatte sich in die Insel verliebt und bot Fisher einen spektakulären Tausch an: Fisher bekam Vanderbilts 80 Meter lange Yacht, Vanderbilt bekam die Insel. Dieser baute Fisher Island zu seiner Winterresidenz aus; im maurischen Stil mit Villa, Gästehäusern, einem Atelier, Golfplatz, Tennisplätzen und Swimmingpools. Heute ist dieser Teil der Insel das Resorthotel „Fisher Island Club“.
Nach dem Tod Vanderbilts ging die Insel in den Besitz des amerikanischen Stahl-Magnaten Edward Moore über. Nach dessen Tod zu Beginn der 1950er Jahre kaufte der Geschäftsmann und Speedboot-Weltrekordler "Gar" Wood die Insel. Er sollte der letzte schwerreiche Alleinbesitzer sein. Im Jahre 1963 verkaufte Wood die Insel an eine Entwicklungsgesellschaft (zu der auch der spätere US-Präsident Richard Nixon gehörte). Es folgten jahrelange gerichtliche Auseinandersetzungen und häufige Besitzerwechsel.
Erst in den 1980er Jahren begann die heutige Bebauung mit Luxus-Appartementhäusern, die an den Stil von Vanderbilts Villa der 1920er Jahre angelehnt sind.
Die heutige Hotelanlage, der „Fisher Island Club“, wird von dem Deutschen Heiko Dobrikow geleitet.

### Demographische Daten
Laut der Volkszählung 2010 verteilten sich die damaligen 132 Einwohner auf 226 Haushalte. Die Bevölkerungsdichte lag bei 146,7 Einw./km². 92,4 % der Bevölkerung bezeichneten sich als Weiße, 2,3 % als Afroamerikaner und 4,5 % als Asian Americans. 0,8 % gaben die Angehörigkeit zu mehreren Ethnien an. 15,2 % der Bevölkerung bestand aus Hispanics oder Latinos.
Im Jahr 2010 lebten in 14,3 % aller Haushalte Kinder unter 18 Jahren sowie 57,1 % aller Haushalte Personen mit mindestens 65 Jahren. 73,0 % der Haushalte waren Familienhaushalte (bestehend aus verheirateten Paaren mit oder ohne Nachkommen bzw. einem Elternteil mit Nachkommen). Die durchschnittliche Größe eines Haushalts lag bei 2,10 Personen und die durchschnittliche Familiengröße bei 2,33 Personen.
10,6 % der Bevölkerung waren jünger als 20 Jahre, 10,6 % waren 20 bis 39 Jahre alt, 25,0 % waren 40 bis 59 Jahre alt und 53,7 % waren mindestens 60 Jahre alt. Das mittlere Alter betrug 61 Jahre. 51,5 % der Bevölkerung waren männlich und 48,5 % weiblich.
Im Jahr 2000 war Englisch die Muttersprache von 84,62 % der Bevölkerung und spanisch sprachen 15,38 %.

## Zugangsbeschränkungen
Fisher Island ist nicht für die Öffentlichkeit zugänglich. Betreten dürfen die Insel nur die etwa 465 Bewohner, zahlende Gäste des "Fisher Island Club"-Hotels und die Schüler der privaten "Fisher Island Day School".
Zu erreichen ist die Insel nur mit einer privaten Fähre, die rund um die Uhr im 15-Minuten-Takt verkehrt. Bewohner der Insel dürfen die Fähre zuerst betreten (bzw. mit ihren Autos befahren), erst dann dürfen die Bediensteten an Bord. Bewohner der Insel dürfen zusätzlich auch mit ihrer Yacht oder dem Helikopter anreisen.
Gäste sind lediglich mit einer Einladung eines Bewohners willkommen. Beim Betreten der Privatfähre werden Name und Passnummer registriert, außerdem wird der einladende Bewohner telefonisch informiert. Auch der "Fisher Island Club" überprüft seine Gäste, bevor die Hotelbuchung akzeptiert wird. Der Sicherheitsdienst achtet darauf, dass Boote, die nicht einem Bewohner gehören, nicht an Fisher Island festmachen. Außerdem wird die Insel rund um die Uhr von einem infrarotgestützten Satelliten-System überwacht.

## Berühmte Bewohner
Bewohner der Insel sind oder waren:
| - Barbara Becker (* 1966), Fernsehschauspielerin - Boris Becker (* 1967), Tennisspieler - Andre Agassi (* 1970), Tennisspieler - Ricky Martin (* 1971), Popsänger und Schauspieler - Julia Roberts (* 1967), Schauspielerin - Madonna (* 1958), Sängerin - Robert Redford (* 1936), Schauspieler, Filmregisseur und Filmproduzent - Oprah Winfrey (* 1954), Talkshow-Moderatorin, Schauspielerin und Unternehmerin - Mel Brooks (* 1926), Komiker, Schauspieler | - Sharon Gless (* 1943), Schauspielerin - Lenny Kravitz (* 1964), Rocksänger, Musiker, Songwriter, Musikproduzent und Schauspieler - Gloria Estefan (* 1957), Sängerin und Schauspielerin - P. Diddy (* 1969), Rapper, Musikproduzent, Schauspieler und Modedesigner - Arnold Schwarzenegger (* 1947), Schauspieler, Publizist, Unternehmer, ehemaliger Bodybuilder sowie aktiver US-Politiker - Paul Newman (1925–2008), Schauspieler, Filmregisseur, Rennfahrer und Unternehmer - Demi Moore (* 1962), Schauspielerin - Jack Nicholson (* 1937), Schauspieler, Drehbuchautor, Regisseur und Produzent |

Nicht alle Haus- bzw. Appartement-Besitzer leben permanent auf der Insel; vielmehr nutzen sie ihre Immobilien dort als Zweit- oder Drittwohnsitz. Nur etwa 20 Familien leben ständig dort.